# مواطنون من أجل التنمية الأوروبية في بلغاريا
Know
«مواطنون من أجل التنمية الأوروبية في بلغاريا» (بالبلغارية: ГЕРБ, Граждани за европейско развитие на България) هو حزب سياسي وسط-يميني بلغاري، تأسس في 13 مارس 2006. وتشكل الحروف الأولى لاسم الحزب بالبلغارية كلمة "ГЕРБ" التي تعني «شعار النبالة» بنفس اللغة.

## تاريخ

### نشأة الحزب وبداياته
تأسس الحزب في 13 مارس 2006 من طرف عمدة صوفيا آنداك، بويكو بوريسوف، انطلاقا من منظمة غير ربحية أنشئت في نفس السنة وسميت ب «مواطنون من أجل التنمية الأوروبية في بلغاريا». وانعقد المؤتمر التأسيسي للحزب في 13 ديسمبر 2006، اختير خلاله نائب عمدة المدينة آنداك، تسفيتان تسفيتانوف، رئيسا. وارتفعت شعبية الحزب مباشرة خلال الشهر الذي يلي تاريخ تأسيسه إلى 14٪ من نوايا التصويت ليصبح بذلك ثاني حزب أكثر شعبية في بلغاريا، بعد الحزب الاشتراكي البلغاري. وحدد الحزب أولوياته في محاربة الجريمة، والرشوة، والمحافطة على الأسرة كنواة للمجتمع، وفي الاستقلال الطاقي لبلغاريا.
خلال الانتخابات الأوروبية في 20 ماي 2007 الخاصة ببلغاريا، حصلت لائحة الحزب تحت قيادة دوشانا زدرافكوفا على المرتبة الأولى ب21،7٪ من الأصوات. ووضع الحزب طلبا للانضمام للحزب الشعب الأوروبي في 6 يونيو 2007، لتُقبل عضويته 7 فبراير من نفس السنة. وفي أكتوبر 2007، حافظ الحزب على عمودية صوفيا ب 46,4٪ من الأصوات، و53،4٪ لبويكو بوريسوف.

### 2009: سنة النجاحات
تحت قيادة عضوة البلمان الأوروبي روميانا جيليفا، حافظت لائحة الحزب على الصدارة في الانتخابات الأوروبية ل 7 يونيو 2009 ب24،4٪ من الأصوات المعبر عنها، متقدمة بما يُقارب الست نقاط عن لائحة الحزب الاشتراكي البلغاري. وفي 5 يوليوز الموالي، تصدر الحزب نتائج الانتخابات البرلمانية بفارق كبير، ب 39,7٪ من الأصوات و116 مقعدا برلمانيا من أصل 240، دون أن يتمكن من الظفر بأغلبية برلمانية. وحتي يتسنى له تشكيل الحكومة، حصل بويكو بوريسوف على مساندة كل من الاتحاد الوطني-هجوم (أطاكا)، وهو حزب يميني متطرف، والتحالف الأزرق (بالبلغارية:Синята коалиция)، وحزب النظام، القانون والعدالة (بالبلغارية:Ред, законност и справедливост). وكانت هاته التشكيلات البرلمانية مجتمعة تمثل 45 مقعدا برلمانيا، مكنت بويكو بوريسوف من تشكيل حكومة أقلية في 27 يوليوز 2009.

### فترة حكم الحزب
خلال المؤتمر الذي نظمه الحزب في 10 يناير 2010، انتُخِب بوريسوف رئيسا للحزب خلفا لتسفيتانوف، الذي عُين وزيرا للداخلية والذي انتُخب كذلك نائب لرئيس الحزب. لكن انخراط الحزب في مسلسل عزل الرئيس غيورغي بارفانوف أفقده مساندة حليفه نظام، قانون وعدالة ثلاثة أشهر بعد ذلك. لكن، ورغم فقدان مساندة التحالف الأزرق و الاتحاد الوطني هجوم-أطاكا كذلك، استمر الحزب في تسيير حكومة أقلية، بفضل مساندة نواب مستقلين وامتناع حزب أطاكا عن التصويت.

في سنة 2011، تنازل بوريسوف عن الترشح لرئاسة الجمهورية، ورشح وزير التنمية الجهوية روزين بلفنلفيك آنداك، الذي كان أكثر رزراء الحكومة شعبية، لمنصب الرئيس. واستطاع بلفنلفيك الظفر بالرئاسة بحصوله على 52٪ من الأصوات في الدور الثاني للانتخابات الرئاسية.

وفي 20 فبراير سنة 2013، أعلن بويكو بوريسوف استقالته بعد مظاهرات شعبية حاشدة ضد الرشوة وغلاء المعيشة. لكن الحزب عاد للظفر بالصدارة في الانتخابات البرلمانية المبكرة التي نظمت في 20 ماي 2013. وإذا كان حزب مواطنون من أجل التنمية الأوروبية في بلغاريا أول حزب حاكم يحتفظ بالصدارة بعد ولاية أولى، فإنه فقد مع ذلك 20 مقعدا برلمانيا، مبتعدا عن الحصول على أغلبية لتشكيل الحكومة، خصوصا بعد إعلان الأحزاب الثلاث الأخرى الممثلة في البرلمان عدم نيتها مساندة تشكيل حكومة وسط يمين.